# Đường vành đai 5 (Hà Nội)
Đường vành đai 5 Hà Nội (ký hiệu toàn tuyến là CT.39) là một đoạn đường cao tốc thuộc hệ thống đường cao tốc Việt Nam quy hoạch đi qua địa giới hành chính của 7 tỉnh, thành: Hà Nội, Phú Thọ, Ninh Bình, Hưng Yên, Hải Phòng, Bắc Ninh, Thái Nguyên. Tuyến đường này dự kiến sẽ khởi công trước năm 2030 đoạn qua tỉnh Phú Thọ (Hoà Bình cũ) và khởi công sau năm 2030 đối với các đoạn còn lại.

## Vị trí
Tổng chiều dài toàn tuyến đường Vành đai 5 khoảng 331,5 km (không bao gồm khoảng 41 km đi trùng các đường cao tốc Nội Bài – Hạ Long, đường cao tốc Hà Nội – Thái Nguyên, đường cao tốc Nội Bài – Lào Cai và Quốc lộ 3). Trong đó, đoạn qua thành phố Hà Nội dài khoảng 48 km; qua tỉnh Phú Thọ 35,4+51,5 km; qua tỉnh Ninh Bình 35,3 km; qua tỉnh Hưng Yên 28,5 km; qua tỉnh Hải Phòng 52,7 km; qua tỉnh Bắc Ninh 51,3 km; qua tỉnh Thái Nguyên 28,9 km.

## Thiết kế
Đường Vành đai 5 chính tuyến có đường gom, đường song hành, quy mô 4 ÷ 6 làn xe, bề rộng nền đường tối thiểu 25,5 ÷ 33,0 m cho các đoạn Sơn Tây – Phủ Lý (từ đường Hồ Chí Minh đến đường cao tốc Cầu Giẽ – Ninh Bình) và Phủ Lý – Bắc Giang (từ đường cao tốc Cầu Giẽ – Ninh Bình đến đường cao tốc Cầu Phù Đổng – Bắc Giang); tiêu chuẩn đường ô tô cấp II, quy mô 4 ÷ 6 làn xe, bề rộng nền đường tối thiểu 22,5 ÷ 32,5 m cho các đoạn Bắc Giang – Thái Nguyên (từ đường cao tốc Bắc Giang – Lạng Sơn đến đường cao tốc Hà Nội – Thái Nguyên) và đoạn Thái Nguyên – Vĩnh Phúc – Sơn Tây (từ đường cao tốc Hà Nội – Thái Nguyên đến đường Hồ Chí Minh). Từ Vĩnh Phúc sang Thái Nguyên, đường vành đai 5 sẽ đi qua hầm đường bộ Tam Đảo.

## Lộ trình chi tiết
- IC : Nút giao, JC : Điểm lên xuống, SA : Khu vực dịch vụ (Trạm dừng nghỉ), TG : Trạm thu phí, TN : Hầm đường bộ, BR : Cầu
- Đơn vị đo khoảng cách là km.